# Seven Ages of an Alligator
Seven Ages of an Alligator è un documentario muto del 1913. Il nome del regista non viene riportato, la fotografia è attribuita a Carl Gregory.

## Trama
In una fattoria di alligatori della California del Sud, si mostrano le varie fasi di crescita degli animali.

## Produzione
Il film fu prodotto dalla Thanhouser Film Corporation. Venne girato in California, a Los Angeles.

## Distribuzione
Distribuito dalla Mutual Film, uscì nelle sale cinematografiche USA il 2 febbraio 1913. Nelle proiezioni, veniva programmato con il sistema dello split reel, accorpato in un'unica bobina con un altro cortometraggio His Uncle's Wives.
Il film fa parte del fondo della Thanhouser Company Film Preservation Inc.; la copia in pellicola è stata masterizzata e inserita in un cofanetto DVD (in NTSC) dal titolo The Thanhouser Collection, DVD Volumes 10, 11 and 12 (1910-1916) della durata complessiva di 384 minuti che è uscito nel 2009.